# Syringogaster subnearctica
Syringogaster subnearctica är en tvåvingeart som beskrevs av Feijen 1989. Syringogaster subnearctica ingår i släktet Syringogaster och familjen Syringogastridae. Inga underarter finns listade i Catalogue of Life.